# Järnmalm

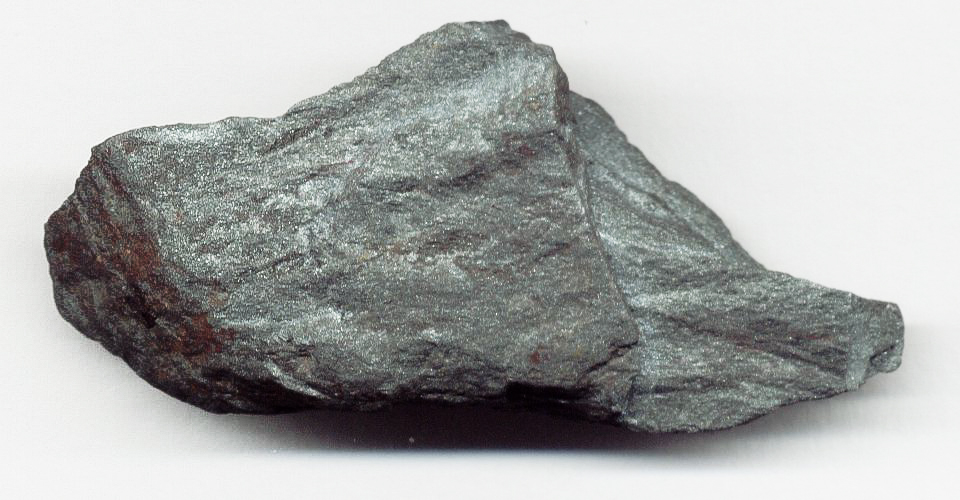
Hematit från Brasilien.

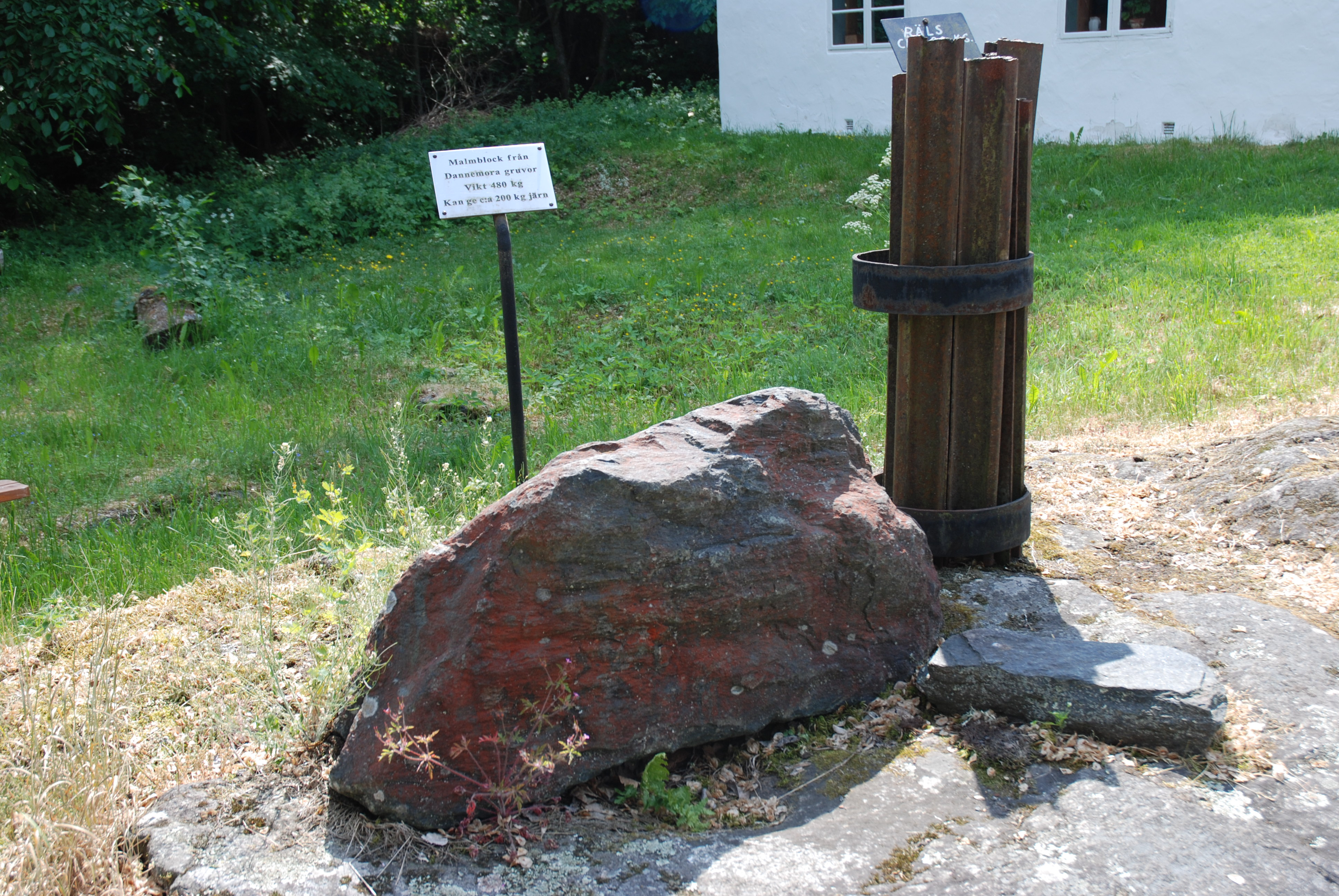
Järnmalm från Dannemora gruva.

Järnmalm är malm som innehåller det metalliska grundämnet järn. En järnmalmsmineralisering betecknas malm om det är lönsamt att bryta den.

## Järnmalm i Sverige
Idag bryts det järnmalm i Sverige i bland annat Kiruna och Malmberget. Det är LKAB som bryter järnmalm på dessa orter. I Kiruna är det magnetit som bryts och i Malmberget är det magnetit och hematit. Sverige är en av Europas största järnmalmsproducenter.
De i Mellansverige helt dominerande järnmalmsmineralen är magnetit (Fe3O4) och blodsten eller hematit (Fe2O3). Ofta förekommer båda mineralen i en malmkropp. Magnetiten är starkt magnetisk till skillnad från blodstenen, som fått sitt namn av att den vid repning med t.ex. kniv får ett rött streck. Andra karaktäristiska mineral kan vara knutna till vissa fyndigheter, t.ex. den fosforrika apatiten, som i Grängesberg och Idkerberget medfört att råmalmen betraktas som en fosforrik järnmalm (ca 1 % P). Manganoxider och mangansilikat följer t.ex. malmer i Basttjärn och Dannemora gruva, som således benämns manganrik (upp till 3-4 % Mn).
Även innehållet av kalk (CaO) och kiselsyra (SiO2) är av betydelse. Kalkrika malmer benämns basiska, SiO2-rika är däremot sura. Moderna masugnprocesser är även känsliga för innehållet av alkali (Na2O+K2O) i malmen. Denna får ej överskrida 0,15 %.
I Fyledalen i Skåne finns en mineralisering av chamosit och siderit där totala järninnehållet är mycket stort men där halten är för låg (30%) för att klassas som malm.

## Järnmalmsprodukter

### Fines
Fines är järnmalm som har förädlats och malts till ett finkornigt pulver, vilket sedan sintras till större beståndsdelar innan det kan användas i masugn.

### Pellets
Järnmalmspellets är ett råmaterial för järnframställning via masugn eller direktreduktion (DR). Till en viss skillnad från fines som först måste sintras (sammansmältas) i ett sinterverk till större stycken, kan pellets användas direkt i masugn. Bruten järnmalm krossas och males till en finkornking slig som anrikas för att avlägsna gråberg och eventuella föroreningar. Olika tillsatser så som exempelvis olivin eller kvartsit blandas med sligen, samt ett bindemedel som exempelvis bentonit. Sedan rullas blandningen till kulor innan de bränns vid 1300°C i ugnar.

### Järnsvamp
Järnsvamp är järnmalm som har reducerats till ett poröst järnmaterial utan smältning. Svampen kan sedan smältas i exempelvis en ljusbågsugn.
Process: Vid kolhaltsreduktion så kan det ske via ett järnsvampsverk, där man använder t.ex. vätgas som reduktionsmedel. Där om temperaturen understiger smältpunkten får man direkt ett stål med låg kolhalt.